# كريم ممدوح
كريم ممدوح لاعب كرة قدم مصري ، ويلعب حاليًا لنادي الاتحاد السكندري في مركز الجناح الأيمن.

شارك مع المنتخب الأولمبي في بطولة أفريقيا تحت 23 سنة لكرة القدم 2015 ، وله مشاركة وحيدة مع المنتخب الأول في 29 يناير 2016 أمام المنتخب الليبي.

## إحصائيات مشاركاته
آخر تحديث في 30 يوليو 2018

### مع الأندية
| الفريق      | الموسم    | الدوري  | الدوري | الكأس   | الكأس | البطولات القارية | البطولات القارية | الإجمالي | الإجمالي |
| الفريق      | الموسم    | مشاركات | أهداف  | مشاركات | أهداف | مشاركات          | أهداف            | مشاركات  | أهداف    |
| ----------- | --------- | ------- | ------ | ------- | ----- | ---------------- | ---------------- | -------- | -------- |
| وادي دجلة   | 2013–2014 | 10      | 0      | 3       | 0     | 0                | 0                | 13       | 0        |
| وادي دجلة   | 2015–2016 | 26      | 0      | 2       | 0     | —                | —                | 28       | 0        |
| وادي دجلة   | 2016–2017 | 15      | 0      | 3       | 0     | —                | —                | 18       | 0        |
| وادي دجلة   | الإجمالي  | 51      | 0      | 8       | 0     | 0                | 0                | 59       | 0        |
| مصر للمقاصة | 2017–2018 | 7       | 0      | 0       | 0     | —                | —                | 7        | 0        |
| مصر للمقاصة | الإجمالي  | 7       | 0      | 0       | 0     | —                | —                | 7        | 0        |

## روابط خارجية
- كريم ممدوح على موقع قاعدة بيانات كرة القدم.إي يو (الإنجليزية)
- كريم ممدوح على موقع Soccerway.com (الإنجليزية)